# Perovszkit
A perovszkit CaTiO3 képletű, tehát kalcium-titanát oxidásvány. Gustav Rose fedezte fel 1839-ben az Urál hegységben, és Lev Alekszejevics Perovszkij (1792–1856) mineralógusról nevezte el.
Ez az ásvány a névadója az XIIA2+VIB4+X2–3 általános képlettel leírható szerkezetű ásványok ma már több mint 400 tagot számláló csoportjának — ahhoz, hogy ezek szerkezete ne torzuljon el, az (A) és (B) fémionok méretaránya nem változhat. A perovszkit kristály szerkezetét először Victor Goldschmidt írta le 1926-ban a toleranciafaktort tárgyaló művében. A kristályszerkezetet 1945-ben publikálta Helen Dick Megaw bárium-titanát röntgendiffrakciós adatai alapján.
Készítenek belőle napelemeket, amelyek hatásfoka egyelőre nem éri el a kereskedelmi forgalomban kapható hagyományos napelemekét, de az utóbbi időben komoly előrelépés történt ennek növelése érdekében.